# Temporada 2019 del Campeonato de Fórmula 3 Japonesa
La temporada 2019 del Campeonato de Fórmula 3 Japonesa fue la 41a edición de este campeonato. Comenzó en abril en el Circuito de Suzuka y terminó en septiembre en el Circuito Internacional de Okayama. Sacha Fenestraz y B-Max Racing with Motopark ganaron los campeonatos principales, mientras que "Dragon" la Clase Masters.
Fue la última temporada bajo esta denominación, ya que en 2020 la serie pasará a llamarse Super Fórmula Lights Japonesa.

## Equipos y pilotos
| Escudería                  | Chasis  | Chasis | Motor      | N.º | Piloto             | Rondas   |
| -------------------------- | ------- | ------ | ---------- | --- | ------------------ | -------- |
| Toda Racing                | Dallara | F319   | Toda       | 2   | Toshiki Oyu        | Todas    |
| Hanashima Racing           | Dallara | F315   | Toyota     | 5   | Katsuaki Kubota    | 1-4, 7   |
| Hanashima Racing           | Dallara | F315   | Toyota     | 5   | Hiroki Kokuzawa    | 5        |
| OIRC team YTB by Carlin    | Dallara | F317   | Volkswagen | 7   | Charles Milesi     | 1-5, 7-8 |
| OIRC team YTB by Carlin    | Dallara | F317   | Volkswagen | 7   | Esteban Muth       | 6        |
| OIRC team YTB by Carlin    | Dallara | F315   | Volkswagen | 8   | Yoshiaki Katayama  | Todas    |
| B-Max Racing with Motopark | Dallara | F314   | Volkswagen | 11  | Sacha Fenestraz    | Todas    |
| B-Max Racing with Motopark | Dallara | F314   | Volkswagen | 28  | Harrison Newey     | 6        |
| B-Max Racing with Motopark | Dallara | F314   | Volkswagen | 30  | "Dragon"           | Todas    |
| B-Max Racing with Motopark | Dallara | F316   | Volkswagen | 50  | Ukyo Sasahara      | 7        |
| B-Max Racing with Motopark | Dallara | F316   | Volkswagen | 50  | Takashi Hata       | 8        |
| B-Max Racing with Motopark | Dallara | F315   | Volkswagen | 51  | Ameya Vaidyanathan | Todas    |
| B-Max Racing with Motopark | Dallara | F312   | Volkswagen | 65  | Enaam Ahmed        | Todas    |
| ThreeBond Racing           | Dallara | F318   | ThreeBond  | 12  | Hiroki Otsu        | Todas    |
| ThreeBond Racing           | Dallara | F314   | ThreeBond  | 13  | Ai Miura           | Todas    |
| Tairoku Racing             | Dallara | F315   | Volkswagen | 28  | Tairoku Yamaguchi  | 1-5      |
| RS Fine                    | Dallara | F318   | Mercedes   | 35  | Shunsuke Kohno     | Todas    |
| Corolla Chukyo Kuo TOM'S   | Dallara | F317   | Toyota     | 36  | Ritomo Miyata      | Todas    |
| Corolla Chukyo Kuo TOM'S   | Dallara | F317   | Toyota     | 37  | Kazuko Kotaka      | 1-2, 4-7 |
| Corolla Chukyo Kuo TOM'S   | Dallara | F317   | Toyota     | 37  | Sena Sakaguchi     | 3, 8     |

| Leyenda       |
| ------------- |
| Clase Masters |

- [2]

## Calendario
| Ronda   | Circuito                                    | Fecha               | Evento principal                     |
| ------- | ------------------------------------------- | ------------------- | ------------------------------------ |
| 1       | Circuito de Suzuka, Suzuka                  | 21 de abril         | Campeonato de Super Fórmula Japonesa |
| 2       | Autopolis, Ōita                             | 18-19 de mayo       | Campeonato de Super Fórmula Japonesa |
| 3       | Circuito Internacional de Okayama, Mimasaka | 8-9 de junio        | Independiente                        |
| 4       | Sportsland SUGO, Murata                     | 22-23 de junio      | Campeonato de Super Fórmula Japonesa |
| 5       | Fuji Speedway, Oyama                        | 13-14 de julio      | Campeonato de Super Fórmula Japonesa |
| 6       | Sportsland SUGO, Murata                     | 27-28 de julio      | Independiente                        |
| 7       | Twin Ring Motegi, Motegi                    | 17-18 de agosto     | Campeonato de Super Fórmula Japonesa |
| 8       | Circuito Internacional de Okayama, Mimasaka | 28-29 de septiembre | Campeonato de Super Fórmula Japonesa |
| Fuente: |                                             |                     |                                      |

## Resultados

### Temporada
| Ronda | Ronda | Ronda                             | Pole Position   | Vuelta rápida   | Piloto ganador    | Escudería ganadora         | Ganador de Clase Masters |
| ----- | ----- | --------------------------------- | --------------- | --------------- | ----------------- | -------------------------- | ------------------------ |
| 1     | C1    | Circuito de Suzuka                | Ritomo Miyata   | Ritomo Miyata   | Sacha Fenestraz   | B-Max Racing with Motopark | Tairoku Yamaguchi        |
| 1     | C2    | Circuito de Suzuka                | Ritomo Miyata   | Ritomo Miyata   | Ritomo Miyata     | Corolla Chukyo Kuo TOM'S   | Tairoku Yamaguchi        |
| 2     | C1    | Autopolis                         | Sacha Fenestraz | Sacha Fenestraz | Sacha Fenestraz   | B-Max Racing with Motopark | Tairoku Yamaguchi        |
| 2     | C2    | Autopolis                         | Sacha Fenestraz | Sacha Fenestraz | Sacha Fenestraz   | B-Max Racing with Motopark | No finalizaron           |
| 2     | C3    | Autopolis                         |                 | Sacha Fenestraz | Sacha Fenestraz   | B-Max Racing with Motopark | Tairoku Yamaguchi        |
| 3     | C1    | Circuito Internacional de Okayama | Sacha Fenestraz | Ritomo Miyata   | Sacha Fenestraz   | B-Max Racing with Motopark | "Dragon"                 |
| 3     | C2    | Circuito Internacional de Okayama | Sacha Fenestraz | Sacha Fenestraz | Ritomo Miyata     | Corolla Chukyo Kuo TOM'S   | Tairoku Yamaguchi        |
| 3     | C3    | Circuito Internacional de Okayama |                 | Sacha Fenestraz | Yoshiaki Katayama | OIRC team YTB by Carlin    | "Dragon"                 |
| 4     | C1    | Sportsland SUGO                   | Ritomo Miyata   | Ritomo Miyata   | Ritomo Miyata     | Corolla Chukyo Kuo TOM'S   | Katsuaki Kubota          |
| 4     | C2    | Sportsland SUGO                   | Ritomo Miyata   | Ritomo Miyata   | Toshiki Oyu       | Toda Racing                | Katsuaki Kubota          |
| 5     | C1    | Fuji Speedway                     | Ritomo Miyata   | Enaam Ahmed     | Enaam Ahmed       | B-Max Racing with Motopark | "Dragon"                 |
| 5     | C2    | Fuji Speedway                     | Ritomo Miyata   | Sacha Fenestraz | Sacha Fenestraz   | B-Max Racing with Motopark | "Dragon"                 |
| 6     | C1    | Sportsland SUGO                   | Ritomo Miyata   | Ritomo Miyata   | Ritomo Miyata     | Corolla Chukyo Kuo TOM'S   | "Dragon"                 |
| 6     | C2    | Sportsland SUGO                   | Enaam Ahmed     | Sacha Fenestraz | Enaam Ahmed       | B-Max Racing with Motopark | No finalizaron           |
| 6     | C3    | Sportsland SUGO                   |                 | Ritomo Miyata   | Ritomo Miyata     | Corolla Chukyo Kuo TOM'S   | "Dragon"                 |
| 7     | C1    | Twin Ring Motegi                  | Sacha Fenestraz | Sacha Fenestraz | Sacha Fenestraz   | B-Max Racing with Motopark | "Dragon"                 |
| 7     | C2    | Twin Ring Motegi                  | Ritomo Miyata   | Ritomo Miyata   | Ritomo Miyata     | Corolla Chukyo Kuo TOM'S   | "Dragon"                 |
| 7     | C3    | Twin Ring Motegi                  |                 | Ritomo Miyata   | Sacha Fenestraz   | B-Max Racing with Motopark | "Dragon"                 |
| 8     | C1    | Circuito Internacional de Okayama | Ritomo Miyata   | Ritomo Miyata   | Ritomo Miyata     | Corolla Chukyo Kuo TOM'S   | "Dragon"                 |
| 8     | C2    | Circuito Internacional de Okayama | Ritomo Miyata   | Ritomo Miyata   | Ritomo Miyata     | Corolla Chukyo Kuo TOM'S   | "Dragon"                 |

- [4]

### Sistema de puntuación
| Posición | 1º | 2º | 3º | 4º | 5º | 6º | Pole | VR |
| Puntos   | 10 | 7  | 5  | 3  | 2  | 1  | 1    | 1  |

- [5]

### Campeonato de Pilotos
| Pos. | Piloto             | SUZ | SUZ | AUT | AUT | AUT | OKA1 | OKA1 | OKA1 | SUG1 | SUG1 | FUJ | FUJ | SUG2 | SUG2 | SUG2 | MOT | MOT | MOT | OKA2 | OKA2 | Puntos |
| ---- | ------------------ | --- | --- | --- | --- | --- | ---- | ---- | ---- | ---- | ---- | --- | --- | ---- | ---- | ---- | --- | --- | --- | ---- | ---- | ------ |
| 1    | Sacha Fenestraz    | 1   | 14  | 1   | 1   | 1   | 1    | 2    | 2    | 3    | 2    | 7   | 1   | 2    | 2    | 2    | 1   | 2   | 1   | 2    | 2    | 162    |
| 2    | Ritomo Miyata      | 2   | 1   | 7   | 8   | 6   | 3    | 1    | 3    | 1    | DSQ  | DSQ | 3   | 1    | 3    | 1    | 2   | 1   | 2   | 1    | 1    | 142    |
| 3    | Enaam Ahmed        | 3   | 2   | 3   | 3   | Ret | 10   | 7    | Ret  | 6    | 3    | 1   | 2   | 4    | 1    | 4    | Ret | 13  | 11  | Ret  | 7    | 63     |
| 4    | Toshiki Oyu        | 5   | 4   | 2   | 2   | 2   | 6    | 6    | 6    | 5    | 1    | 3   | 6   | 6    | 7    | 6    | 3   | 5   | 7   | 5    | 5    | 60     |
| 5    | Kazuko Kotaka      | 4   | 3   | 6   | 6   | 5   |      |      |      | 2    | 4    | 4   | 5   | 3    | 4    | 3    | Ret | 3   | 4   |      |      | 48     |
| 6    | Hiroki Otsu        | 6   | 7   | 5   | 5   | 3   | 9    | Ret  | 9    | 4    | 6    | 2   | 4   | 9    | 10   | 8    | 4   | 8   | 3   | 4    | 6    | 36     |
| 7    | Yoshiaki Katayama  | 8   | 8   | 8   | 9   | 4   | 2    | 4    | 1    | 7    | 5    | 5   | 7   | 7    | 5    | 7    | 6   | 7   | 9   | 6    | 4    | 34     |
| 8    | Sena Sakaguchi     |     |     |     |     |     | 5    | 3    | 4    |      |      |     |     |      |      |      |     |     |     | 3    | 3    | 20     |
| 9    | Charles Milesi     | 9   | 6   | 10  | 7   | 7   | 4    | 5    | 5    | Ret  | DNS  | WD  | WD  |      |      |      | 11  | 4   | 5   | 7    | 9    | 13     |
| 10   | Shunsuke Kohno     | 7   | 5   | 4   | 4   | 8   | 7    | 8    | 7    | 8    | 7    | 6   | Ret | 8    | 9    | 9    | 7   | 6   | Ret | 8    | 11   | 10     |
| 11   | Harrison Newey     |     |     |     |     |     |      |      |      |      |      |     |     | 5    | 6    | 5    |     |     |     |      |      | 5      |
| 12   | Ukyo Sasahara      |     |     |     |     |     |      |      |      |      |      |     |     |      |      |      | 5   | 9   | 6   |      |      | 3      |
| 13   | Ameya Vaidyanathan | Ret | 11  | 9   | 10  | 9   | 8    | 12   | 8    | 9    | 8    | 9   | 8   | 10   | 11   | 11   | 8   | 10  | 12  | 9    | 8    | 0      |
| 14   | "Dragon"           | 12  | 12  | 13  | Ret | DNS | 11   | 10   | 10   | Ret  | Ret  | 10  | 9   | 12   | Ret  | 12   | 9   | 11  | 8   | 11   | 12   | 0      |
| 15   | Esteban Muth       |     |     |     |     |     |      |      |      |      |      |     |     | 11   | 8    | 10   |     |     |     |      |      | 0      |
| 16   | Hiroki Kokuzawa    |     |     |     |     |     |      |      |      |      |      | 8   | Ret |      |      |      |     |     |     |      |      | 0      |
| 17   | Ai Miura           | 10  | 9   | 12  | 11  | 10  | 13   | 11   | 12   | 10   | 9    | Ret | DNS | WD   | WD   | WD   | WD  | WD  | WD  | 10   | 10   | 0      |
| 18   | Tairoku Yamaguchi  | 11  | 10  | 11  | Ret | 11  | 12   | 9    | 11   | Ret  | Ret  | WD  | WD  |      |      |      |     |     |     |      |      | 0      |
| 19   | Katsuaki Kubota    | 13  | 13  | 14  | Ret | Ret | 14   | 13   | Ret  | 11   | 10   |     |     |      |      |      | 10  | 12  | 10  |      |      | 0      |
| 20   | Takashi Hata       |     |     |     |     |     |      |      |      |      |      |     |     |      |      |      |     |     |     | 12   | 13   | 0      |
| Pos. | Piloto             | SUZ | SUZ | AUT | AUT | AUT | OKA1 | OKA1 | OKA1 | SUG1 | SUG1 | FUJ | FUJ | SUG2 | SUG2 | SUG2 | MOT | MOT | MOT | OKA2 | OKA2 | Puntos |

| Color     | Resultado                                                               |
| --------- | ----------------------------------------------------------------------- |
| Oro       | Ganador                                                                 |
| Plata     | 2.ª plaza                                                               |
| Bronce    | 3.ª plaza                                                               |
| Verde     | Finalizó en los puntos                                                  |
| Azul      | Finalizó sin puntos                                                     |
| Azul      | NC - No clasificado                                                     |
| Violeta   | Ret - No terminó (Carrera)                                              |
| Rojo      | DNQ - No se clasificó                                                   |
| Negro     | DSQ - Descalificado                                                     |
| Blanco    | DNS - No empezó (carrera)                                               |
| Blanco    | WD - Retirado (fin de semana)                                           |
| Blanco    | C - Carrera cancelada                                                   |
| Sin color | DNP - Inscrito pero no participó                                        |
| Sin color | INJ - Lesionado                                                         |
| Sin color | EX - Excluido                                                           |
| Estado    | Resultado                                                               |
| Negrita   | Pole position                                                           |
| Cursiva   | Vuelta rápida                                                           |
| †         | Abandona, pero clasifica al completar el porcentaje requerido para ello |

- [4]

### Clase Masters
| Pos. | Piloto            | SUZ | SUZ | AUT | AUT | AUT | OKA1 | OKA1 | OKA1 | SUG1 | SUG1 | FUJ | FUJ | SUG2 | SUG2 | SUG2 | MOT | MOT | MOT | OKA2 | OKA2 | Puntos |
| ---- | ----------------- | --- | --- | --- | --- | --- | ---- | ---- | ---- | ---- | ---- | --- | --- | ---- | ---- | ---- | --- | --- | --- | ---- | ---- | ------ |
| 1    | "Dragon"          | 12  | 12  | 13  | Ret | DNS | 11   | 10   | 10   | Ret  | Ret  | 10  | 9   | 12   | Ret  | 12   | 9   | 11  | 8   | 11   | 12   | 162    |
| 2    | Tairoku Yamaguchi | 11  | 10  | 11  | Ret | 11  | 12   | 9    | 11   | Ret  | Ret  | WD  | WD  |      |      |      |     |     |     |      |      | 76     |
| 3    | Katsuaki Kubota   | 13  | 13  | 14  | Ret | Ret | 14   | 13   | Ret  | 11   | 10   |     |     |      |      |      | 10  | 12  | 10  |      |      | 66     |
| 4    | Takashi Hata      |     |     |     |     |     |      |      |      |      |      |     |     |      |      |      |     |     |     | 12   | 13   | 14     |
| Pos. | Piloto            | SUZ | SUZ | AUT | AUT | AUT | OKA1 | OKA1 | OKA1 | SUG1 | SUG1 | FUJ | FUJ | SUG2 | SUG2 | SUG2 | MOT | MOT | MOT | OKA2 | OKA2 | Puntos |

- [4]

### Campeonato de Equipos
| Pos. | Equipo                     | Puntos |
| ---- | -------------------------- | ------ |
| 1    | B-Max Racing with Motopark | 168    |
| 2    | Corolla Chukyo Kuo TOM'S   | 131    |
| 3    | Toda Racing                | 60     |
| 4    | OIRC team YTB by Carlin    | 40     |
| 5    | ThreeBond Racing           | 36     |
| 6    | RS Fine                    | 10     |
| NC   | Tairoku Racing             | 0      |
| NC   | Hanashima Racing           | 0      |

- [4]